# Publius Anicius Maximus
Publius Anicius Maximus (vollständige Namensform Publius Anicius Publi filius Sergia Maximus) war ein im 1. Jahrhundert n. Chr. lebender Angehöriger der römischen Armee und des Ritterstands. Durch eine Inschrift, die in Antiochia Pisidiae gefunden wurde, ist seine Laufbahn bekannt.
Maximus diente zunächst als Praefectus von Gnaeus Domitius Ahenobarbus. Danach wurde er (in dieser Reihenfolge) Primus Pilus in der Legio XII Fulminata, Praefectus castrorum in der Legio II Augusta, die in Britannia eingesetzt war und zuletzt praefectus exercitus qui est in Aegypto. Er erhielt bei zwei Gelegenheiten militärische Auszeichnungen: das erste Mal durch Caligula (donato est ab Imperatore donis militaribus ob expeditionem) und das zweite Mal im Jahr 43 während der Eroberung Britanniens eine Corona muralis und eine Hasta pura (honorato corona murali et hasta pura ob bellum Britannicum).
Maximus war in der Tribus Sergia eingeschrieben und stammte höchstwahrscheinlich aus Antiochia Pisidiae. Die Inschrift wurde ihm zu Ehren von der Stadt Alexandria errichtet, als er in Ägypten Praefectus war. Einer seiner Enkel war vermutlich Anicius Maximus.
Die Inschrift wird bei der Epigraphik-Datenbank Clauss-Slaby auf 31/70 datiert.